# Liste der denkmalgeschützten Objekte in Horní Kamenice
Grundlage dieser Liste der denkmalgeschützten Objekte in Horní Kamenice ist die ÚSKP-Liste (Ústřední seznam kulturních památek České republiky, deutsch Zentrale Liste der Kulturdenkmäler der Tschechischen Republik), die von der tschechischen Denkmalschutzbehörde NPÚ (Národní památkový ústav, deutsch Nationale Denkmalbehörde) seit 1987 geführt wird und an die seit dem Jahr 1850 geschaffenen Listen anschließt.

## Denkmalgeschützte Objekte nach Ortsteilen

### Horní Kamenice
| Lage                                                                                             | Objekt        | Beschreibung                 | ÚSKP-Nr.                  | Bild |
| ------------------------------------------------------------------------------------------------ | ------------- | ---------------------------- | ------------------------- | ---- |
| Horní Kamenice, südlich des Dorfes, östlich von Staňkov, am Ostufer des Srbicky Potok (Standort) | Burg Lacembok | Ruine, archäologische Spuren | 41904/4-2225 Info Katalog | BW   |